# Onthophagus coiffaiti
Onthophagus coiffaiti är en skalbaggsart som beskrevs av Frey 1970. Onthophagus coiffaiti ingår i släktet Onthophagus och familjen bladhorningar. Inga underarter finns listade i Catalogue of Life.